# Alessandro Farnese (1545–1592)
Alessandro Farnese (anyanyelvén olaszul, spanyol nyelven: Alejandro Farnesio), (1545. augusztus 27. – 1592. december 3.), Parma és Piacenza hercege (1586 és 1592 között), kiemelkedő jelentőségű, spanyol szolgálatban álló hadvezér, valamint a spanyol uralom alatt álló Németalföld királyi főkormányzója 1578-tól haláláig.
Ottavio Farnesének, Parma hercegének és Margit parmai hercegnőnek, V. Károly német-római császár törvénytelen leányának gyermeke volt, aki származása és hercegi címe folytán kora legelőkelőbb arisztokratái közé tartozott, és fényes katonai és diplomáciai karriert futott be a hatalma tetőpontján álló Spanyol Birodalomban.
Legfontosabb eredményeit a németalföldi szabadságharc ellen érte el, valamint fontos szerepe volt a Legyőzhetetlen Armada kudarcba fulladt Anglia-ellenes hadjáratában is.

| Előző uralkodó: Don Juan de Austria | Spanyol-Németalföld főkormányzója 1578 – 1592 Habsburg-ház | Következő uralkodó: Peter Ernst von Mansfeld |

| Előző uralkodó: Ottavio Farnese | Parma uralkodó hercege 1586–1592 Farnese család | Következő uralkodó: Ranuccio I. Farnese |

1. ↑  BeWeB. (Hozzáférés: 2021. február 13.)
2. ↑  Národní autority České republiky. (Hozzáférés: 2019. november 23.)
3. ↑  Francia Nemzeti Könyvtár: BnF-források (francia nyelven). (Hozzáférés: 2015. október 10.)
4. ↑  Alexander Farnese. Holland Életrajzi Portál
5. ↑  SNAC (angol nyelven). (Hozzáférés: 2017. október 9.)
6. ↑  Darryl Roger Lundy: The Peerage (angol nyelven). (Hozzáférés: 2017. október 9.)
7. ↑  Brockhaus (német nyelven). Brockhaus